# Donja Lastva
Donja Lastva (srbsky Доња Ластва, italsky Lastua Inferiore) je vesnice a přímořské letovisko v Černé Hoře, nacházející se u zálivu Boka Kotorska. Je součástí opčiny města Tivat, od něhož se nachází asi 1 km severozápadně. V roce 2003 zde trvale žilo 733 obyvatel.
Sousedními letovisky jsou Lepetani a Tivat.